# Grimmeodendron jamaicense
Grimmeodendron jamaicense är en törelväxtart som beskrevs av Ignatz Urban. Grimmeodendron jamaicense ingår i släktet Grimmeodendron och familjen törelväxter. IUCN kategoriserar arten globalt som sårbar.
Artens utbredningsområde är Jamaica. Inga underarter finns listade i Catalogue of Life.